# خسرو تسلیمی
خسرو تسلیمی (زاده ۱ فروردین ۱۳۰۴ رشت – درگذشته ۱۹ آبان ۱۳۸۷ کرج) تهیه‌کننده سینما اهل ایران بود.
وی در سال ۱۳۳۲ در استودیو کاروان فیلم به عنوان مدیر تولید استخدام شد و پس از آن شرکتی را با عنوان اسکار فیلم تأسیس نمود. او در سال ۱۳۵۶ سازمان سینمایی «تسلیمی» را تأسیس کرد اما در سال ۱۳۵۷ این سازمان منحل شد. تسلیمی همسر منیره تسلیمی (منیره آخوندنیا) بازیگر تئاتر، پدر سیروس تسلیمی (تهیه‌کننده و نویسنده) و سوسن تسلیمی (بازیگر و کارگردان تئاتر و سینما) است.

## تهیه‌کننده
- منافق (۱۳۵۹)
- خیابانی‌ها (۱۳۵۷)
- اشک رقاصه (۱۳۵۶)
- تازه عروس (۱۳۵۶)
- آلوده (۱۳۵۴)
- انگشت‌نما (۱۳۵۴)
- حسرت (۱۳۵۴)
- کمین (۱۳۵۴)
- الکی خوش (۱۳۵۳)
- تهمت (۱۳۵۳)
- ترانه‌های روستائی (۱۳۴۳)
- مسیر رودخانه (۱۳۴۳)
- عروس دهکده (۱۳۴۱)